# 高坂王
高坂王（たかさかのおおきみ、たかさかおう、生年不詳 - 天武天皇12年6月6日（683年7月5日））は、日本の飛鳥時代の皇族。系譜は明らかでない。672年の壬申の乱ではじめ大友皇子の側についたが、敗れて大海人皇子（天武天皇）に従った。

## 事績
壬申の乱の勃発時、高坂王は倭京で留守司を務めていた。倭京とは、当時の都である近江大津京に対する飛鳥の古都を指し、留守司とはこの倭京を預かる役人である。倭は「やまと」と読み、大和国のことである。
大海人皇子は6月22日に村国男依らを美濃国に派遣して挙兵を指示した。壬申の乱の開始である。だが、『日本書紀』によると、大海人皇子は24日に不安にかられて男依らを呼び戻そうと考え、大分恵尺、黄書大伴、逢志摩の3人の使者を高坂王に遣わして、急使を立てるための駅鈴の引き渡しを請わせた。高坂王は駅鈴を渡さなかったが、使者を捕らえることもしなかった。逢志摩の復奏を受けた大海人皇子は、直ちに東に向かって出発した。
大友皇子は穂積百足、穂積五百枝、物部日向を倭京に遣わし、高坂王に軍の編成を命じた。高坂王と百足は飛鳥寺の西の槻のもとに陣営を設けた。しかしこのとき、倭には大伴吹負がいて、大海人皇子に味方する同志を集めていた。6月29日、吹負は別の留守司である坂上熊毛と謀り、吹負が高市皇子を名乗って外から陣営に入り、それに熊毛と倭漢氏の一部が内応するという計をたてた。敵軍の指揮権を乗っ取ろうというこの策略は成功し、穂積百足は殺された。穂積五百枝と物部日向は一時拘禁されたがすぐに大海人皇子側の軍に加わった。高坂王と稚狭王も大海人皇子方で戦うことになった。
壬申の乱では大海人皇子が勝利したが、乱の後の高坂王の処遇については記録がない。この乱では敗者についた多くの者が赦されたので、従軍した高坂王が罰されることはなかったであろう。天武天皇12年（683年）6月6日に三位で亡くなった。

## 駅鈴と高坂王の去就
配下の男子20数人しか持たない段階の大海人皇子が、挙兵発覚の危険を冒して駅鈴を求めさせたのは、高坂王の無為とともに多くの学者の不審を買う点である。2日遅れで急使を立てても、男依らはもう到着している頃合いであり、とうてい追いつくことはできない。歴史学界では、1950年代の壬申の乱計画・非計画論争を経て、大海人皇子が駅鈴を求めたのは高坂王の反応をうかがい、あわよくば自らの移動に役立てるためであったとする説が定着した。
さらに進んで1990年代には、高坂王は事前に大海人皇子と謀議を結んでおり、駅鈴を求めるというのは連絡の口実か、書紀編者の創作にすぎないとする説も現れた。この説では、後の大伴吹負の急襲においても、熊毛だけでなく高坂王まで内応していたとする。